# St. Helen's
St. Helen's est un gratte-ciel de style international d'un hauteur de 118 mètres situé à Londres. Il possède 23 étages. Le bâtiment a été endommagé en 1992 par un attentat de l'IRA.

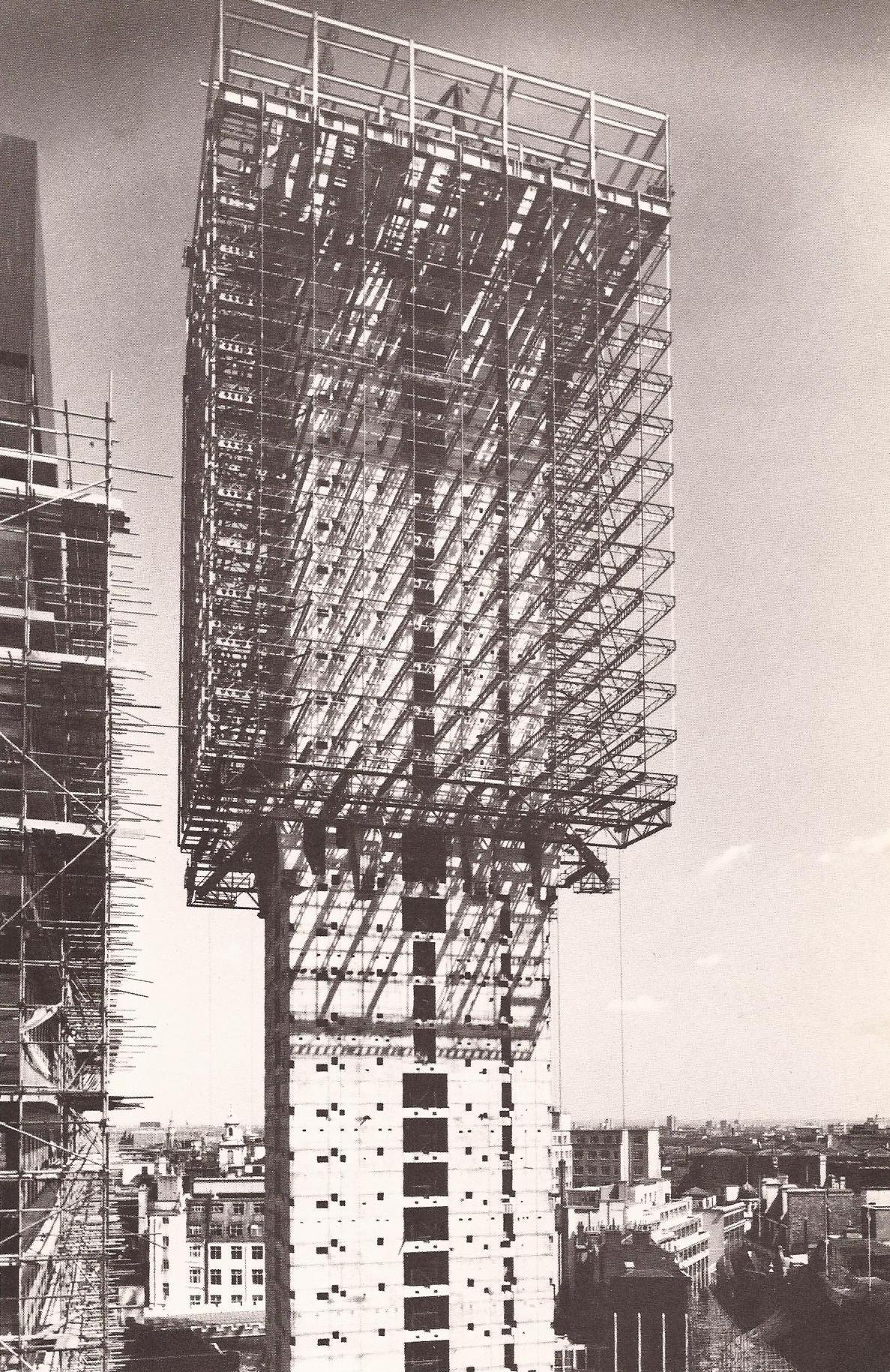
L'immeuble pendant sa construction